# Zoo York
Zoo York är ett amerikanskt företag som tillverkar skateboards, kläder, sneakers och accessoarer.
Företaget grundades 1993 av den amerikanska skateboardåkaren Rodney Smith. Zoo York ägs idag (2023) av Iconix Brand Group.